# Потік (психологія)

Стан потоку виникає при великому рівні як виклику, так і навичок.

Потік або Флоу (англ. flow — потік, струмінь) — психічний стан, у якому людина повністю включена в те, чим вона займається, це відчуття сфокусованості, концентрації та успіху під час діяльності. Поняття було введено Михаєм Чиксентмихаї і часто вживається в позитивній психології.
Стан потоку виникає при великому рівні як виклику, так і навичок. Це проміжний стан між недо- та перевантаженістю коли рівень навичок необхідних для розв'язання проблеми точно відповідає рівню складності задачі. Потік може виникати під час зайнять різними видами діяльності такими як спорт, робота, побут, творчість та інші.